# Український державний університет імені Михайла Драгоманова
Украї́нський держа́вний університ́ет ́імені Мих́айла Драгом́анова (скорочено УДУ ім. Михайла Драгоманова, до серпня 2022 року — Націона́льний педагогі́чний університе́т ім. М. П. Драгома́нова) — вищий навчальний заклад IV рівня акредитації в Україні.

## Історія
У будинку сучасного педагогічного університету на початку XX століття містився Київський торговельний університет (в інших джерелах Торговельна школа). Всередині 1920 року в Києві діяло кілька вищих навчальних закладів гуманітарного спрямування — університет імені Святого Володимира та Український університет, організований у роки Української Народної Республіки, Вищі жіночі курси та два народні університети — український і російський.
Управління вищих шкіл м. Києва 15 липня 1920 р. ухвалило створити на базі Київського університету Св. Володимира та Вищих жіночих курсів Київський вищий інститут народної освіти (КІНО), якому радою професорів було присвоєно ім'я видатного українського вченого, культурного і громадського діяча Михайла Драгоманова. Першим директором інституту був український математик, педагог Костянтин Щербина. Згодом, у тому ж році, в інститут були влиті народні університети, географічний, Фребелівський та вчительський інститути, а також приватні жіночі педагогічні курси.
Спочатку в складі КІНО було два факультети: шкільний і дошкільний. Третім став лікувально-педагогічний факультет, відкритий ще восени 1919 р. при Вищих педагогічних курсах 2-го Товариства професорів і навчателів і повністю включений до складу ІНО розпорядженням УВШ від 31 серпня 1920 року.
Навчально-матеріальною базою, на якій розпочав свою роботу КІНО, було приміщення колишнього університету Св. Володимира та частина приміщень, що раніше належали інститутам, зокрема кабінети, лабораторії та бібліотека.
10 липня 1933 року питання про систему підготовки педагогічних кадрів і мережу педзакладів на 1933/1934 навчальний рік обговорювалося і вирішувалося колегією НКО УРСР. Було запроваджено нову систему і визначено номенклатуру профілів підготовки педагогічних кадрів. Замість інститутів соціального виховання і педагогічних інститутів професійної освіти (КІПО) було створено єдиний тип вищого педагогічного навчального закладу — педагогічний інститут.
Так у 1933 р. утворився Київський педагогічний інститут. На початок 1933/1934 навчального року він мав такі відділи: математичний, фізичний, хімічний, географічний, біологічний, історичний, мовно-літературний, дошкільний, педагогічний, шкільно-педагогічний, позашкільний, комуністичного дитячого руху, на базі яких наступного року було створено факультети — історичний, мовно-літературний, фізико-математичний, біохімічний (існував до 1938 р.), географічний. У червні 1936 року інститутові присвоюється ім'я Максима Горького. Тоді ж було відкрито вечірній відділ.
У 1945—1953 роках інститут (директори — доценти Павло Романович Чамата, І. Д. Золотоверхий) мав вісім факультетів: 
- історичний;
- філологічний з двома відділами — української та російської мови і літератури;
- іноземних мов з трьома відділами — англійської, німецької, французької;
- фізико-математичний;
- географічний;
- біологічний, дефектологічний;
- педагогічний.

У 1956 році до Київського державного університету імені Тараса Шевченка було переведено історичний і природничо-географічний факультети.
У 1960-х роках за ректорства академіка АПН СРСР, проф. М. М. Підтиченко в інституті було введено п'ятирічний строк навчання.
У 1972 році відновлено природничо-географічний факультет.
У 1986 р. відкрито Переяслав-Хмельницьку філію інституту з трьома факультетами — філологічним (з відділенням української і російської мови і літератури), педагогічним (з відділенням дошкільної педагогіки і психології, педагогіки початкового навчання) і фізичного виховання, де на денному відділенні навчається 1291 студент і на заочному — 945. У 1990 р. на 51 кафедрі інституту з-поміж 705 викладачів працювало 46 професорів та докторів наук (7 % від загального числа і 372 доценти, кандидати наук (53 %)).
З осені 1989 року колектив вишу став активно домагатися повернення інститутові несправедливо відібраного в середині 20-х років імені Михайла Петровича Драгоманова. Це питання постійно стало порушуватися на зборах викладачів і студентів, засіданнях ради інституту і рад філологічного, історичного, педагогічного та інших факультетів й у статтях в періодичній пресі.
Усі ці вимоги й акції завершилися тим, що в 1993 році інститутові було повернуто ім'я видатного українського вченого-енциклопедиста, борця за вільну українську школу М. П. Драгоманова.
Відповідно до Постанови Кабінету Міністрів України № 758-p від 27 серпня 2022 року було утворено Український державний університет імені Михайла Драгоманова, а Національний педагогічний університет ім. М. П. Драгоманова було реорганізовано шляхом приєднання до новоствореного закладу. Відтак заклад втратив статус націольного, а ректор Віктору Андрущенку зміг обійти норму Закону України "Про вищу освіту" і балотуватися на п'ятий термін. 

## Назви
1. 1834 — «особливий виховний заклад» при Київському університеті Св. Володимира.
2. 1920 — Київський інститут народної освіти імені М. П. Драгоманова.
3. 1936 — Київський педагогічний інститут імені Горького.
4. 1991 — Київський Державний педагогічний університет імені М. П. Драгоманова.
5. 1993 — Український Державний педагогічний університет імені М. П. Драгоманова.
6. 1997 — Національний педагогічний університет імені Михайла Драгоманова.
7. 2023 — Український Державний Університет імені Михайла Драгоманова.

## Корпуси та кампуси
Університет має 6 навчальних корпусів, наукову бібліотеку на 8 читальних залів, 7 гуртожитків, спортивний комплекс з басейном та ігровими залами, комп'ютерні класи, інтернет-кафе, буфети та їдальні.

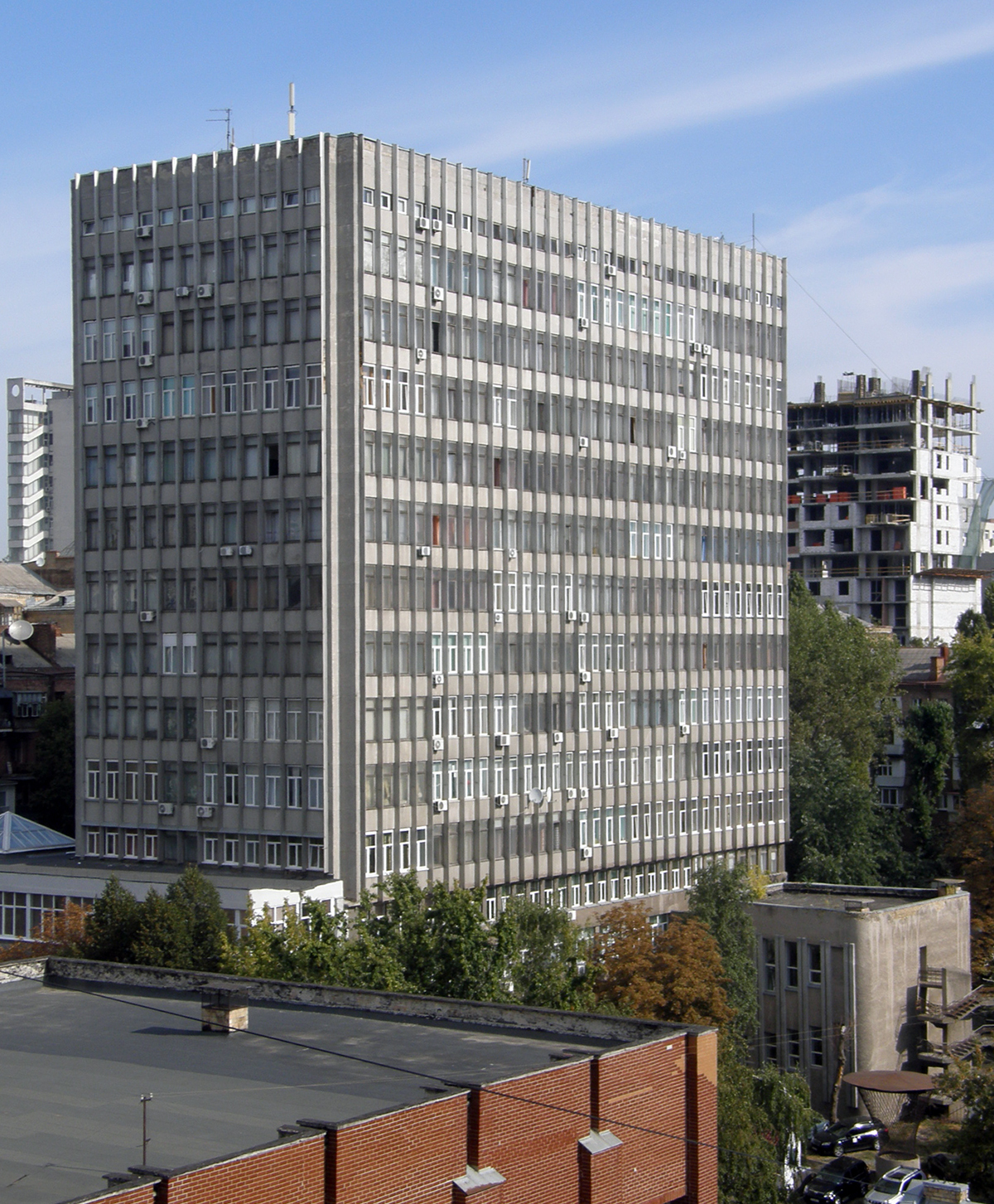
гуманітарний корпус (вулиця Кониського, 8/14)
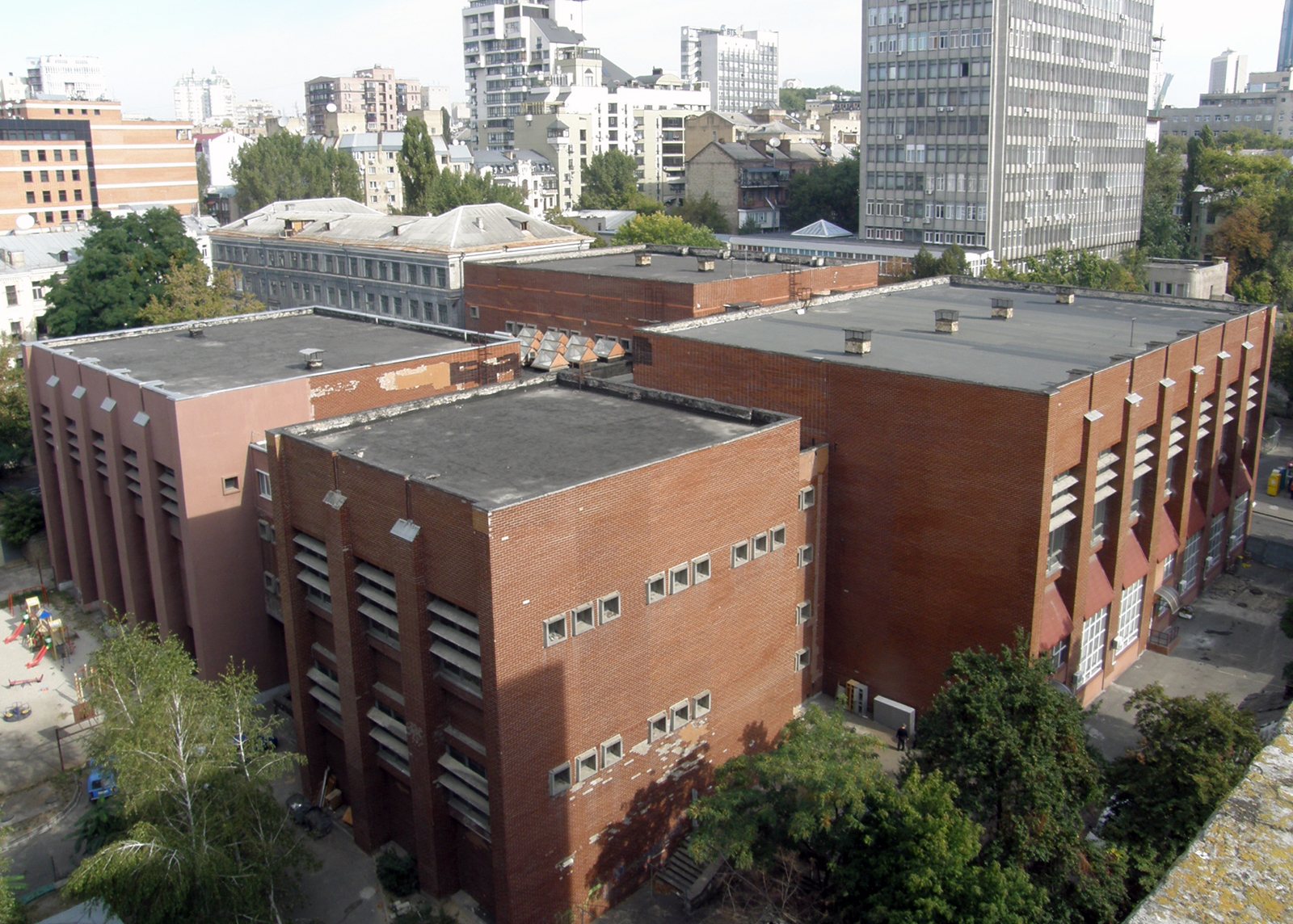
спортивний комплекс (вулиця Кониського, 3/9)
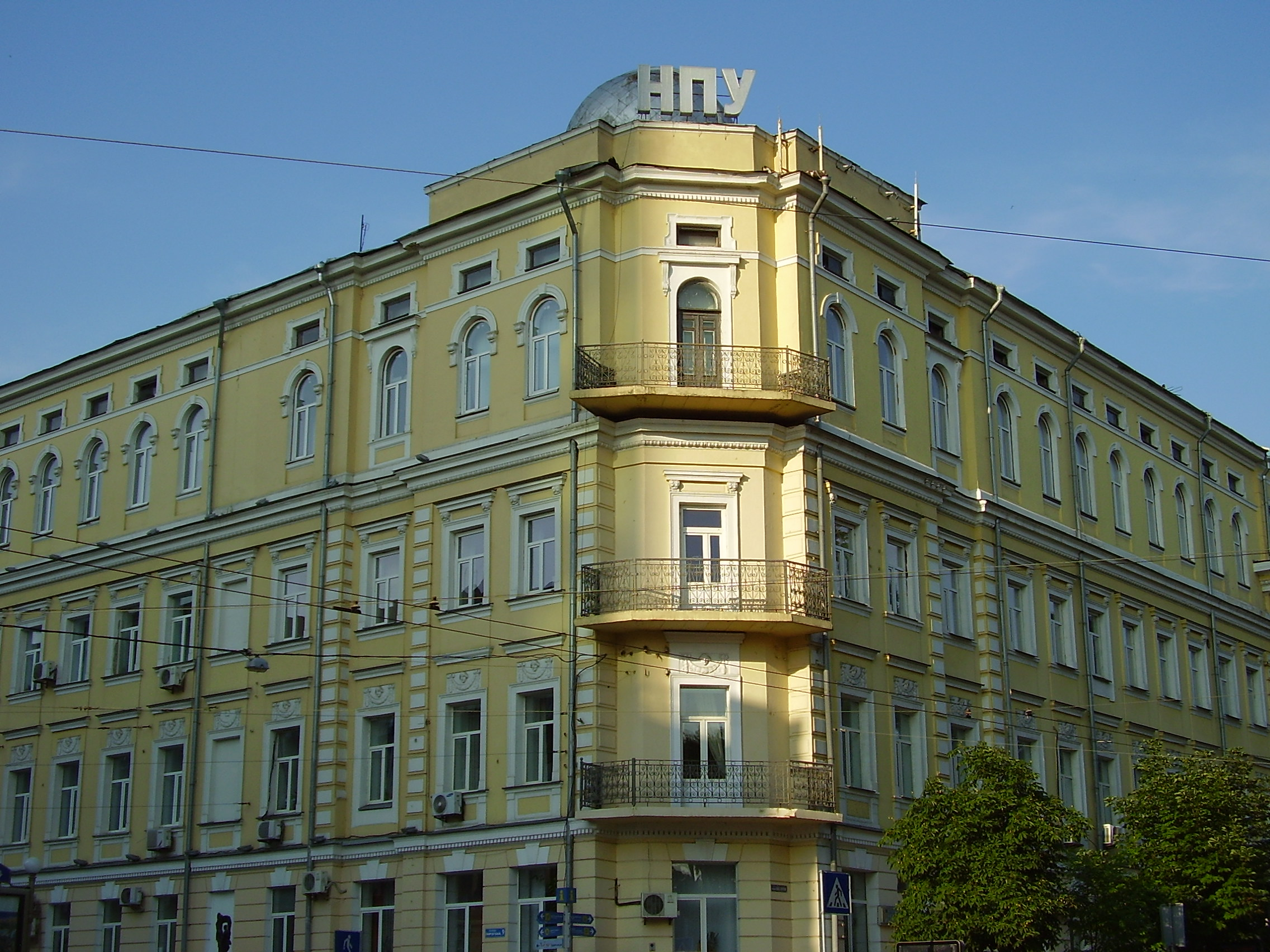
Головний корпус на вул. Пирогова, 9
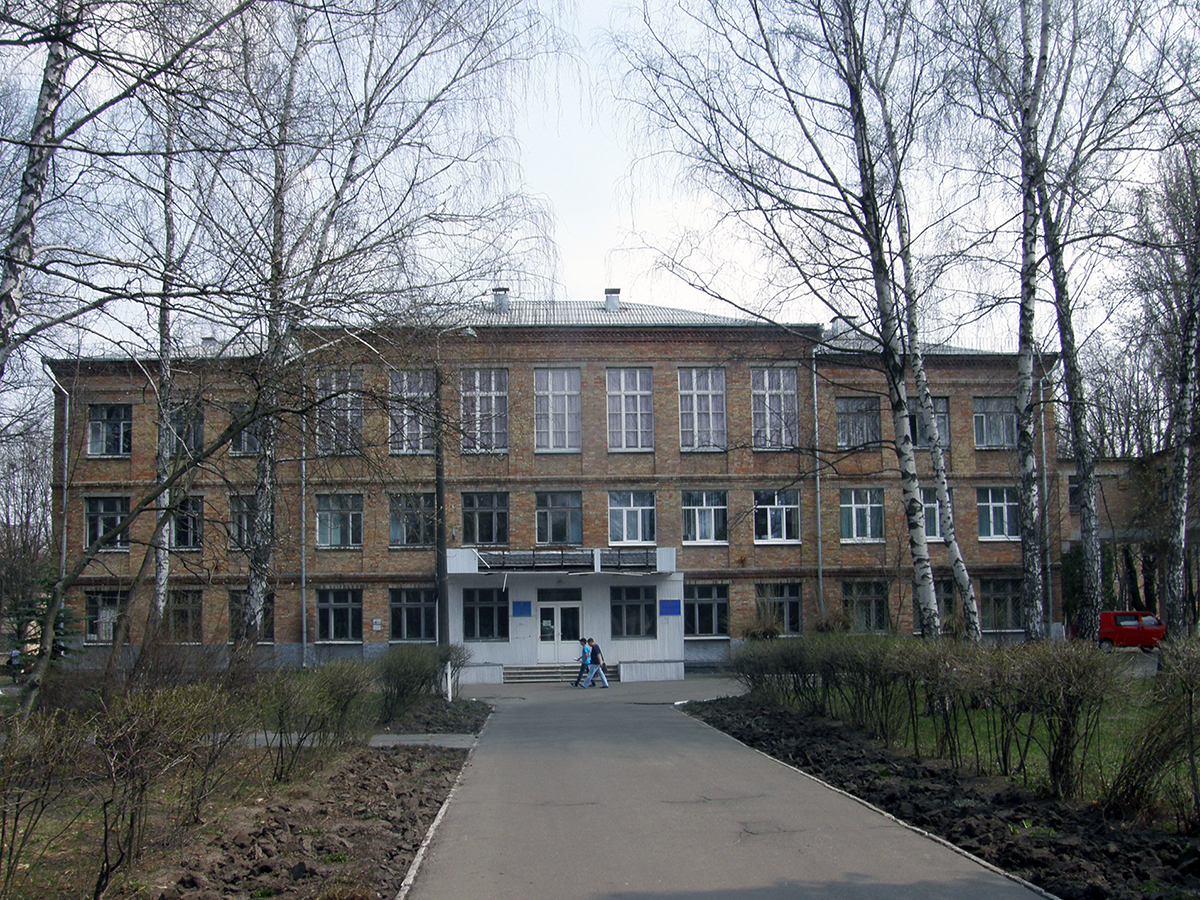
Інститут соціології, Нивки, бульвар Вірського, 29, типовий проєкт 2-02-73

## Структура університету

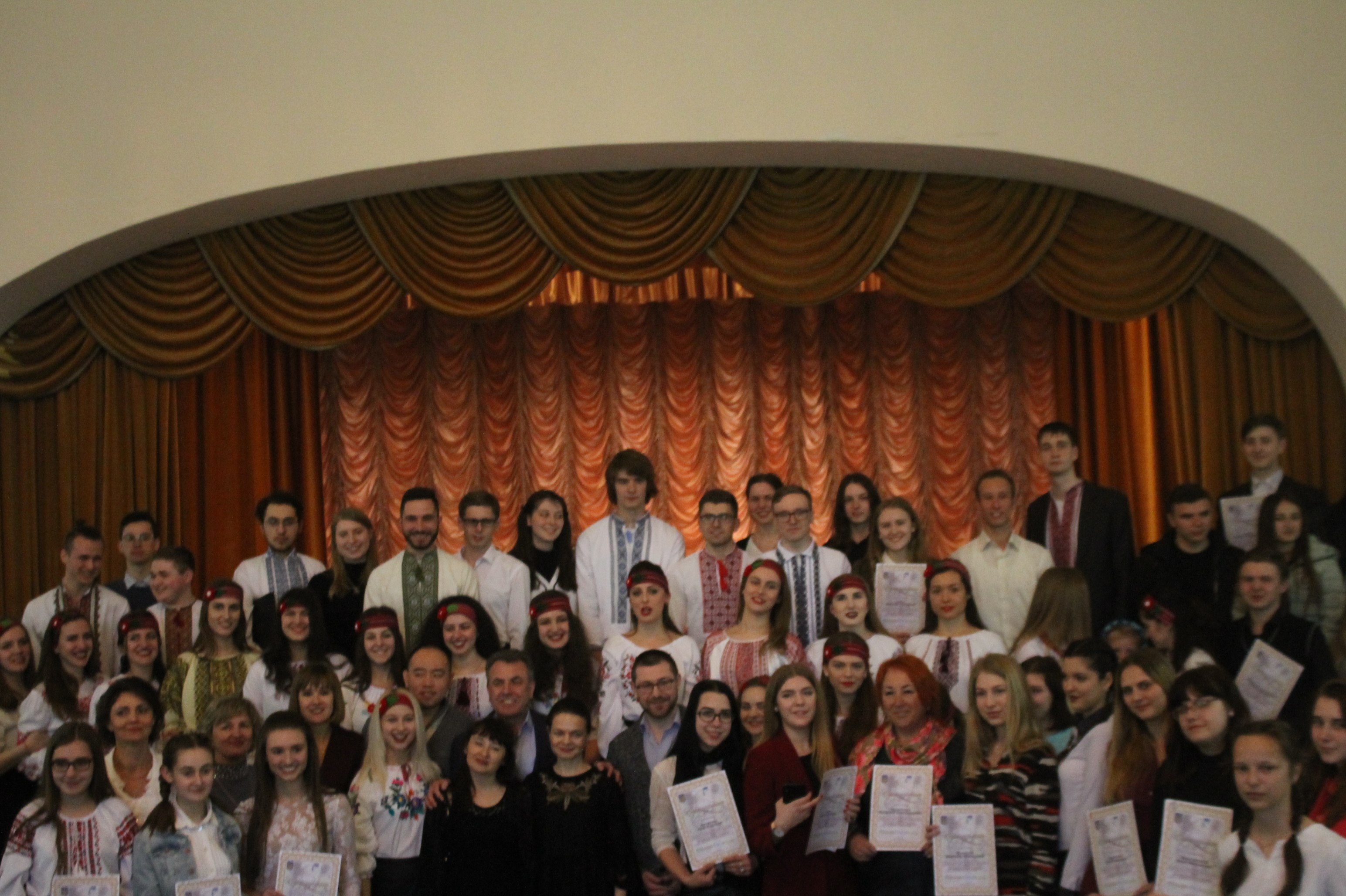
Хор студентів педагогічного університету імені Михайла Драгоманова

Структура Українського державного університету імені Михайла Драгоманова у 2017/2018 навчальному році налічує 18 факультетів.
- Вечірній факультет
- Природничий факультет*
- Інженерно-педагогічний факультет
- Факультет математики, інформатики і фізики
- Факультет іноземної філології
- Факультет історичної освіти
- Факультет корекційної педагогіки та психології
- Факультет магістратури, аспірантури і докторантури
- Факультет мистецтв
- Факультет педагогіки та психології
- Навчально-науковий інститут неперервної освіти
- Факультет політології та права
- Факультет української філології та літературної творчості імені А. Малишка
- Факультет фізичного виховання та спорту
- Факультет філософії та суспільствознавства
- Факультет соціально-економічної освіти та управління
- Факультет психології

## Міжнародне співробітництво
Український державний університет імені Михайла Драгоманова є активним суб'єктом європейського освітнього простору.
- Університет уклав понад 70 угод про співробітництво з провідними вищими навчальними закладами і науковими центрами;
- Щороку понад 200 викладачів та студентів університету проходять стажування в зарубіжних партнерських вишах, освітніх і дослідницьких центрах;
- Викладачі УДУ ім. Михайла Драгоманова беруть активну участь в різноманітних міжнародних конференціях, симпозіумах, літніх школах, «круглих столах» і інших наукових і науково-практичних заходах;
- Кожного місяця в університеті проходить 2-3 міжнародні конференції, або семінари;
- На сьогодні в університеті виконується близько 30 міжнародних проектів;
- В університеті навчається понад 400 іноземних студентів із 26 країн світу;
- Університет є індивідуальним членом Європейської Асоціації університетів, Міжнародної Асоціації університетів, Євроазійської Асоціації університетів.

в університеті у 2021 році впроваджено наступні освітні напрямки за спеціальностю 041 - Богослов’я:
- освітньо-професійна програма «Релігійні та богословські медіа»;
- освітньо-професійна програма «Практичне богослов‘я»;
- освітньо-наукова програма «Сучасне християнське богослов‘я». .
Важливу роль у міжнародному співробітництві стала діяльність кафедри теології. 

## Перша в Україні кафедра і дисертаційна рада з міжконфесійної теології
Одним з інціаторів створення нової кафедри ініціював політик та науковець Бондаренко Віктор Дмитрович - завідувач кафедри культурології НПУ імені Драгоманова з 2015 року..
До нього цю посаду в 2014-2015 роках обіймала Котлярова Тетяна Олександрівна, котра 2015 року стала його заступником.  .
З 2018 року Бондаренко - завідувач кафедри богослов’я та релігієзнавства цього вузу, реорганізованої з раніше існуючої кафедри культурології (котра раніше називалась кафедрою наукового атеїзму).
Національний педагогічний університет імені М. П. Драгоманова наказом МОН у 2018 році отримав дозвіл, на підставі якого була створена Спеціалізована вчена рада Д 26.053.21 (за наступними спеціальностями: 09.00.11 – релігієзнавство; 09.00.14 – богослов`я). Головою ради став Чорноморець, заступником голови - баптист Роман Соловій, секретарем - Іван Остащук. .
Уже в 2018-2020 роках там захистилося 17 осіб. .
Але вже у 2023 році склад ради змінився. Головою залишився Чорноморець. Заступником голови ради став випускник НПУ, уродженець Донецька, ісламознавець Брильов Денис Валентинович (відомий у мусульманських колах під своїм мусульманським ніком "Девабрі"), котрий у 2021 році захистив у НПУ дисертацію на тему: "Історія ісламу в Україні кінця XIX – початку XXI століть". Секретарем ради стала також випускниця НПУ - Морозова Дар'я Сергіївна, культуролог, перекладач і науковий редактор видавництва «Дух і літера», експерт ГО «Несторівський центр», спочатку - кандидат культурології, у 2021 році під керівництвом професора Юрія Чорноморця захистила у Національному педагогічному унверситеті ім. Драгоманова дисертацію доктора філософських наук на тему «Богословська антропологія Антіохійської школи та роль її спадщини у розвитку слов’янських культур». .

## Почесні доктори та відомі випускники
- Анісімов Олександр Леонідович — український журналіст, києвознавець.
- Безсмертний Роман Петрович — український політик.
- Байрак Оксана Іванівна — український кінорежисер.
- Богомолець Ольга Вадимівна — українська лікарка, політик, громадський діяч, співачка.
- Боєчко Василь Дмитрович — український історик та дипломат.
- Буринська Ніна Миколаївна — український педагог, методист хімії, доктор педагогічних наук (1989), професор (1991), заслужений учитель України (1984).
- Глазовий Павло Прокопович  — український поет-гуморист і сатирик
- Гольдберг Августа Миронівна — перший доктор психологічних наук в Україні.
- Довганич Іван Іванович — український дипломат.
- Дрібниця Віталій Олександрович — український відеоблогер з Білої Церкви, педагог, методист з історії, співавтор підручників з історії України для загальноосвітніх шкіл, автор популярного YouTube каналу з історії «Vox Veritatis».
- Дробович Антон Едуардович — голова Українського інституту національної пам'яті.
- Корець Микола Савич — доктор педагогічних наук.
- Костенко Ліна Василівна — українська письменниця, поетеса-шістдесятниця
- Лещинський Ростислав Самуїлович — міжнародний гросмейстер, чемпіон Європи з міжнародних шашок 1977 року.
- Лосєва Любов Максимівна — мовознавець, діалектолог, доктор філологічних наук (1970), професор (1973).
- Марченко Оксана Михайлівна — українська телеведуча
- Мустафін Олексій Рафаїлович — український журналіст.
- Петраускас Андрій Вальдасович — український археолог.
- Петраускас Олег Валдасович — український археолог.
- Реєнт Олександр Петрович — дослідник історії України XIX—XX ст.
- Синьов Віктор Миколайович — видатний український вчений в галузі корекційної педагогіки, юридичної і спеціальної психології.
- Соляник Володимир Іванович — український піаніст-віртуоз, народний аритст України.
- Стрельський Геннадій В'ячеславович — український історик.
- Трубайчук Анатолій Фотійович — український історик.
- Хромець Віталій Леонідович — український релігієзнавець.
- Цимбал Петро Васильович — український юрист.
- Чижов Ігор Валерійович — український журналіст.‎
- Яковенко Петро Георгійович — український культуролог, журналіст.‎
- Соболевський Владислав Юрійович — український військовий і політичний діяч, начальник штабу полку «Азов», заступник начальника штабу політичної партії «Національний Корпус»

Серед почесних професорів університету:
- Колишні президенти України Леонід Кравчук та Віктор Ющенко
- Євген Березняк — «Майор Вихор» — Герой України, рятівник Кракова
- Рудольф Шустер — колишній президент Словаччини
- Хансюрген Досс — колишній депутат німецького парламенту
- Адальберт Лота — колишній почесний геренальний консул Австрії в Німеччині[14]
- Аксель Гаас — керуючий партнер компанії Аренд Процессаутомаціон[14]
- Моріц Гунцінґер — відомий спеціаліст з паблік рілейшнз
- Гаральд цур Гаузен — німецький медик і учений, лауреат Нобелівської премії з фізіології і медицини
- Ульріх Вальтер — німецький учений, 5-й астронавт ФРН.

## Видатні викладачі
- Закович Микола Михайлович — філософ, релігієзнавець, культуролог, доктор філософських наук, професор, завідувач кафедри культурології (1983—2001).
- Іщенко Ніна Григорівна — філологиня-мовознавиця, доктор філологічних наук, професор.
- Машталер Гаврило Архипович — біолог, доктор біологічних наук, професор, завідувач кафедри зоології та дарвінізму (1946—1954).
- Пилинський Микола Миколайович — мовознавець, доктор філологічних наук, професор, завідувач кафедри російської мови (1987—1997).
- Савченко Олександра Яківна — педагог, викладач університету (1963—1967), академік Національної академії педагогічних наук України, доктор педагогічних наук, професор.
- Тхоржевський Дмитро Олександрович — науковець у галузі педагогіки, доктор педагогічних наук, професор, засновник та завідувач кафедри трудового навчання та креслення (1977—2002).

## Скандально відомі викладачі
- Більченко Євгенія Віталіївна, відома, починаючи з 2017 року, агресивними заявами щодо української мови та культурних цінностей, викладала в НПУ ім. Драгоманова до 2021 року. Після звільнення переїхала до Росії і згодом отримала підозру у вчиненні дій, спрямованих на насильницьку зміну чи повалення конституційного ладу в Україні.

## Ректори
- Щербина Костянтин Мусійович (1909—1919, 1920)
- Грищенко Микита Минович (1930—1934)
- Завітневич Василь Прокопович
- Філіпов Олексій Михайлович
- Чамата Павло Романович (1946—1951)
- Золотоверхий Іван Демидович (1951—1956)
- Підтиченко Марія Максимівна (1956—1970)
- Романовський Олексій Корнійович (1970—1973)
- Шкіль Микола Іванович (1973—2003)
- Андрущенко Віктор Петрович (2003—)

## Рейтинги
За даними журналу «Деньги», Національний педагогічний університет імені М. П. Драгоманова займає 5-е місце в рейтингу роботодавців України[джерело?].
Сайт НПУ імені Драгоманова http://www.npu.edu.ua/ посів 3-тє місце у рейтингу інформативності вебсайтів вищих навчальних закладів, складеному 19 грудня 2014 року громадянською мережею ОПОРА.